# Shirley Mitchell
Shirley Mitchell (Toledo (Ohio), 4 november 1919 – Westwood (Californië), 11 november 2013) was een Amerikaanse actrice.

## Levensloop en carrière
Shirley Mitchell werd geboren in 1919. Ze begon met rolspellen op de radio. In 1953 en 1954 speelde ze in I Love Lucy als Marion Strong. Daarna speelde ze o.a. in Perry Mason en The Beverly Hillbillies. In de jaren 70 was zij de stem van Laurie Holiday in de Hanna-Barbera-serie The Roman Holidays. Ze bleef acteren tot aan haar dood.
Mitchell overleed in 2013 op 94-jarige leeftijd. Ze was tweemaal gehuwd.
- Gemeinsame Normdatei: 135517494
- Virtual International Authority File: 80237403
- WorldCat: E39PBJcC3HCHHjWYjVD8qKMByd